# 1643

## Esdeveniments
Països Catalans
- 14 de maig: mor Lluís XIII el Just, rei de França, que durant la Guerra de Separació, i en virtut de l'ocupació francesa del Principat, havia obtingut el títol de comte de Barcelona com a Lluís I.[1]
- Lluís XIV de França és proclamat comte de Barcelona (Lluís II) per les institucions catalanes.
- 20 d'abril, Es Bòrdes, la Vall d'Aran: capitula la fortalesa de Castell-lleó, en poder dels terços castellans (Guerra dels Segadors).

Resta del món
- 17 de gener, Regne de Castella: Felip IV destitueix el comte-duc Olivares del càrrec de privat.
- Invenció del baròmetre

## Naixements
Països Catalans
Resta del món
- 4 de gener - Woolsthorpe, (Anglaterra): Isaac Newton, científic i filòsof (m. 1727).
- 17 de febrer - Saint Pol de Léon (França): Jean de Fontaney, jesuïta francès, matemàtic, astrònom, missioner a la Xina. (m. 1710).[2]
- 24 de febrer - Ferrara, Itàlia: Pico della Mirandola, humanista i pensador italià (m. 1494).

## Necrològiques
Països Catalans
Resta del món
- 1 de març - Roma, Girolamo Frescobaldi, compositor i pianista italià (n. 1583)[3]

- 14 de maig - Saint-Germain-en-Laye (l'Illa de França, França): Lluís XIII, rei de França.
- 29 de novembre - Cremona (Itàlia): Claudio Monteverdi, compositor cremonès (Llombardia, aleshores, actualment part d'Itàlia).[4]